# Xavier Gallais
Pour les articles homonymes, voir Gallais.
Xavier Gallais est un comédien, professeur et metteur en scène français né le 25 décembre 1976 à Paris.
Ancien élève du Conservatoire national supérieur d'art dramatique. Il enseigne maintenant au CNSAD depuis 2013 comme professeur d’interprétation.
Il est le cofondateur en 2018 de La salle Blanche où il y développe une recherche autour de la formation d'acteur.

## Biographie
Au théâtre, Xavier Gallais a interprété plus d’une centaine d’auteurs, allant des écritures les plus anciennes comme celle d’Eschyle aux plus contemporaines comme celle d’Olivier Py. Il est connu pour avoir joué les plus grands rôles du répertoire comme Cyrano de Bergerac, Roméo, Roberto Zucco, Ruy Blas, Tartuffe et à l’opéra, aux côtés de Marion Cotillard dans Jeanne d’Arc au bûcher et à la télévision dans Sur le fil.

## Théâtre

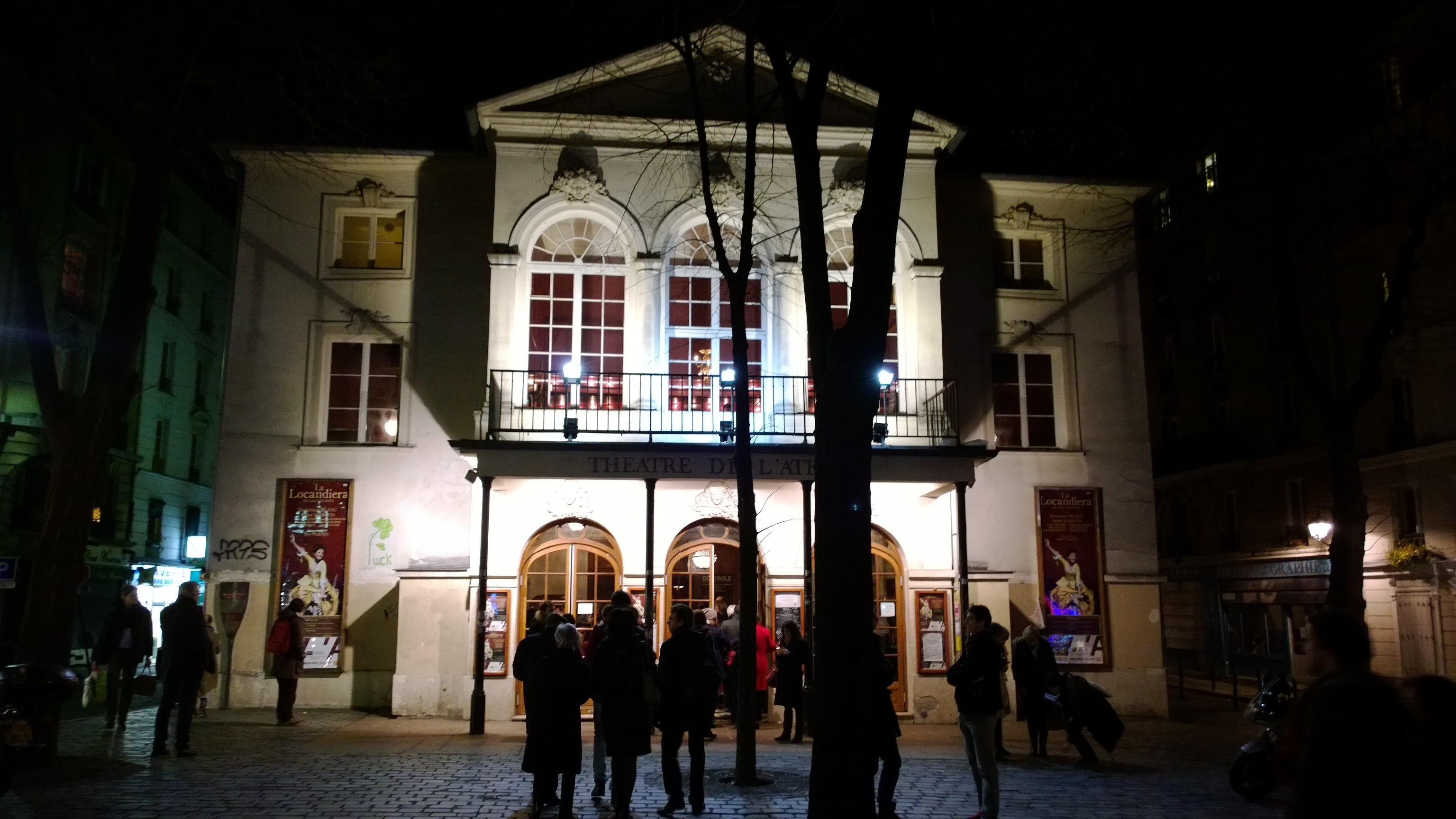
Théâtre de l'Atelier, Paris

En 2004, il obtient le Molière de la révélation masculine pour son interprétation de Roberto Zucco dans la pièce de Bernard-Marie Koltès, au théâtre des Bouffes du Nord, mis en scène par Philippe Calvario, qui révèle la richesse et l'étendue de son talent de comédien ; la critique conquise le compare à Patrick Dewaere,.
Remarqué très tôt par Jacques Weber, ce dernier lui confie en 2001 le rôle-titre dans Cyrano de Bergerac avec Marina Hands, puis à nouveau un rôle en 2004 dans Ondine, aux côtés de Laeticia Casta. Jacques Weber lui offre ensuite son tout premier rôle à l'écran avec Ruy Blas, où il joue le rôle-titre face à Gérard Depardieu et Carole Bouquet.
L'année 2008 Il adapte et met en scène Les nuits blanches de Dostoievski avec Dominique Pinon traduit du russe par andre markowicz crée au Festival d' Avignon puis au joué au théâtre de l'Atelier à Paris.
En 2009, dans la pièce de Tennessee Williams Baby Doll, il joue avec Mélanie Thierry au théâtre de l'Atelier dirigé par Benoît Lavigne. Ce rôle, apprécié par la critique, marque un tournant dans sa carrière. En 2010, Michel Fau le met en scène, avec Julie Depardieu, dans Nono de Sacha Guitry puis interprète le rôle d'Io dans Prométhée enchainé d’ Eschyle par Olivier Py à l'Odéon-Ateliers Berthiers.
Il interprète en 2012 Jerry dans La Maison et le Zoo, d’Edward Albee dirigé par Gilbert Desveaux au Théâtre du Rond‑Point.

Il rencontre Arthur Nauzyciel pour Ordet de Kaj Munk, créée à Avignon en 2008 au Cloître des Carmes avec Pascal Greggory et Frédéric Pierrot (Nomination aux Molières du meilleur second rôle - "Ce travail sur le jeu d'acteur, surtout, fera date. Un jeu incroyablement concret, matériel (...) Xavier Gallais, acteur d'un immense talent, est ici d'une poésie inouïe, passeur entre le visible et l'invisible"). Il le retrouve la même année sera la même année pour La Mouette de Anton Tchekhov dans la cour d'honneur du Palais des papes, où il joue Tréplev, aux côtés de Marie-Sophie Ferdane, Adèle Haenel, Laurent Poitrenaux, Dominique Reymond... 

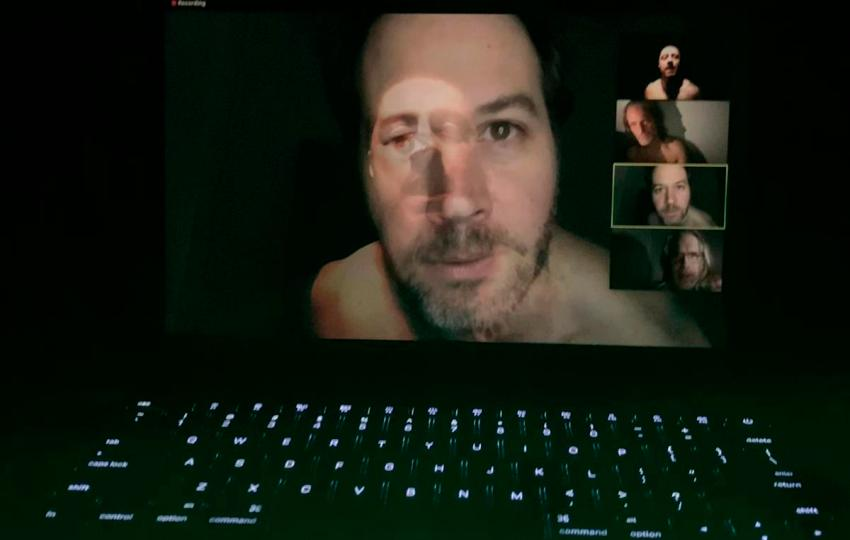
spectacle diffusé sur zoom dans plusieurs pays en simultané

Cette collaboration continuera avec Faim de Knut Hamsun qu'il co-adaptera et le spectacle Splendid's de Jean Genet crée à New York, interprété en anglais aux côtés d'acteurs américains puis joué notamment au théâtre de la Colline, à Séoul au National Theater Company of Korea et à Madrid au Centro Dramatico Nacional. Ce spectacle sera un des premiers projet joué en direct via l’application Zoom retransmit en simultané dans plusieurs pays durant le confinement.

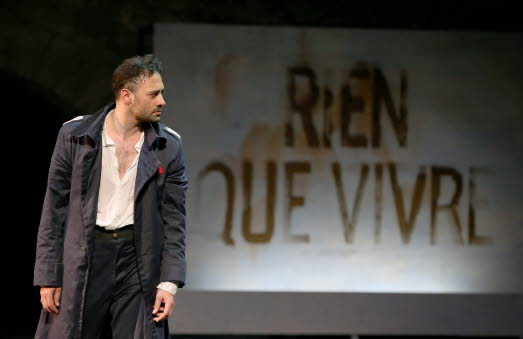
Le Prince de Hombourg, Palais des Papes, Festival d'Avignon, juillet 2014

En 2014, 60 ans après Gérard Philipe, il reprend le rôle mythique de Heinrich von Kleist dans Le Prince de Hombourg, joué à la cour d'honneur du Palais des papes aux côtés d'Anne Alvaro pour l'ouverture du festival d’Avignon, dirigé par Giorgio Barberio Corsetti.
En 2018 Joëlle Gayot dira dans un entretien avec l'acteur "Il fait partie de ces acteurs chez qui résonne singulièrement une forme d’animalité : un jeu organique, insaisissable dans son entier ; un travail du corps et du mouvement inspiré d’images et de rythmes animaux… Le voir sur scène déployer tout un bestiaire plus ou moins visible - car c’est tout le travail souterrain et invisible avec ce que l’humain a d’animal, qui rend son jeu si saillant - est un véritable spectacle, qui tout à la fois nous échappe."
Après l'Avaleur de Jerry Sterner il retrouvera en 2020 le metteur en scène Robin Renucci et les Tréteaux de France pour Oblomov d'après Ivan Gontcharov dans une adaptation de Nicolas Kerszenbaum.
En 2020 il signe la mise en scène du spectacle Majorana 370 de Florient Azoulay et Élisabeth Bouchaud au Théâtre de la Reine Blanche, avec une jeune génération d’acteurs, projet autour de la mystérieuse disparition du vol MH370 qui reliait Kuala Lumpur à Pékin et la figure d’Ettore Majorana, un génie visionnaire lui aussi disparu mystérieusement, en 1938.
Il joue en 2020 dans le spectacle La Fin de l'Homme Rouge d’après le roman de Svetlana Alexievitch, Prix Nobel de Littérature 2015 mené par Emmanuel Meirieu (Des Hommes en devenir, Bruce Machart) autour de témoignages poignants de l’époque soviétique avec Stéphane Balmino, Evelyne Didi, Anouk Grinberg, Jérôme Kircher, André Wilms et Maud Wyler.

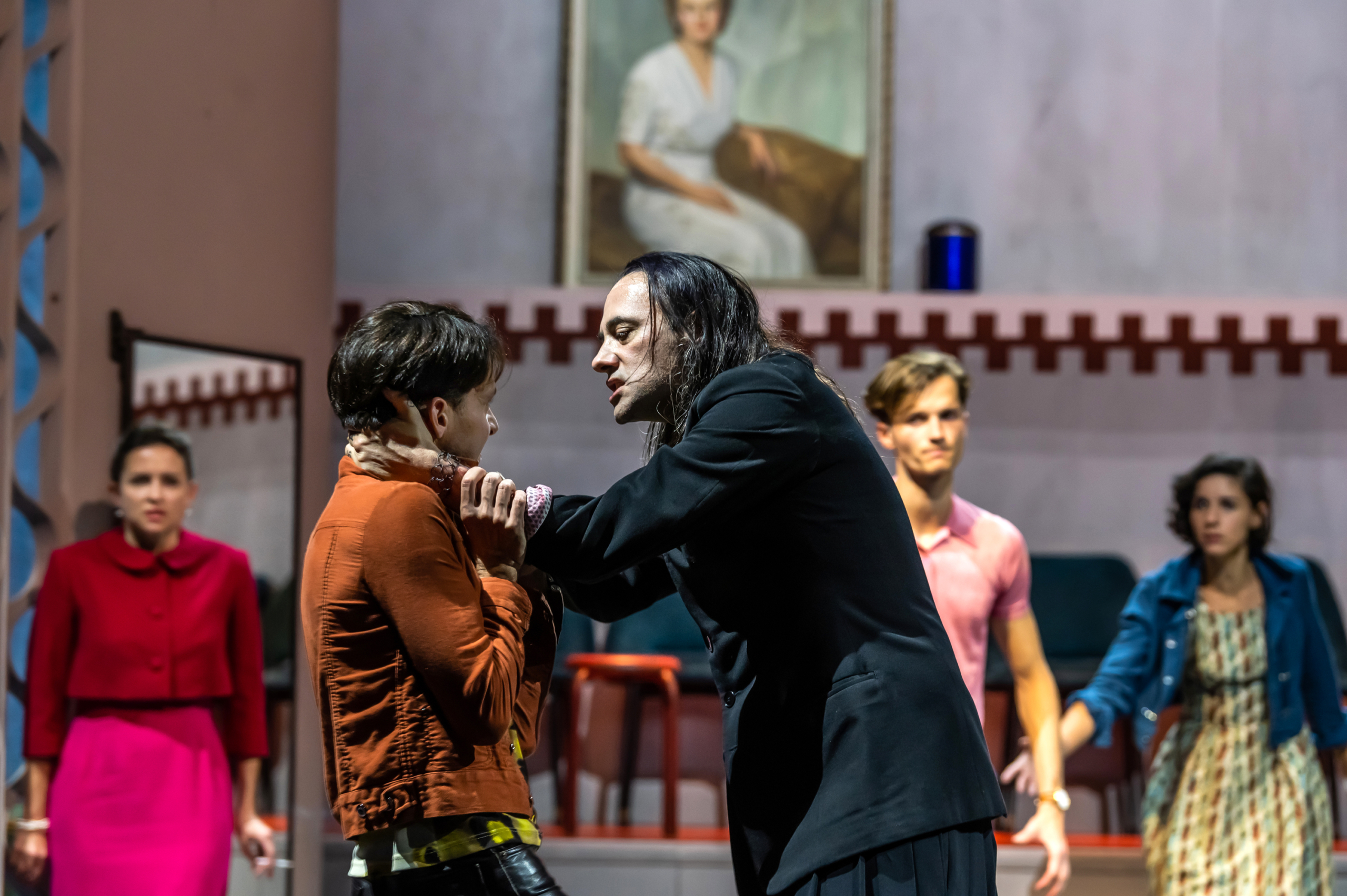
Tartuffe, Molière. Macha Makeïeff. © Pascal Gély

En 2021, la metteuse en scène Macha Makeïeff lui confie le rôle-titre du Tartuffe de Molière, créé au théâtre de La Criée à Marseille puis joué au théâtre des bouffes du nord, réflexion autour de l’emprise, la prédation et le consentement ("Xavier Gallais interprète avec toute l’ambivalence et la part de folie requises. Un ange noir aussi invasif qu’un corbeau hitchcockien, aussi mystérieux qu’un fantôme ou son double…").

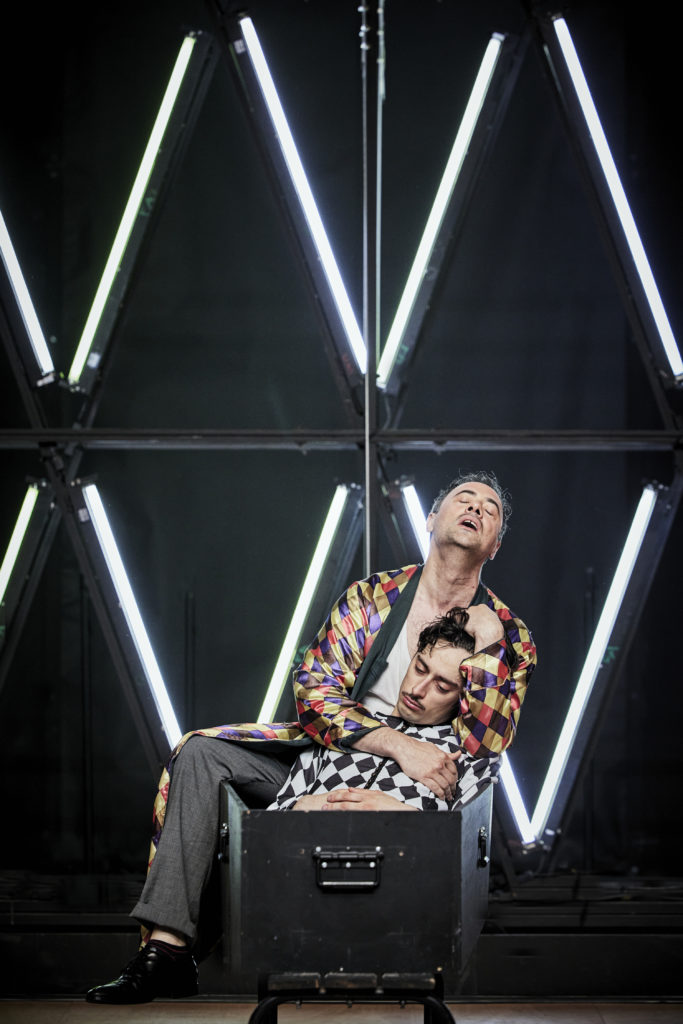
Ma jeunesse exaltée de Olivier Py

Il retrouvera en 2022 Olivier Py au Festival d'Avignon dans Ma jeunesse exaltée, dernière création du dramaturge en tant que directeur du Festival dans laquelle il fait le portrait d’une jeunesse indomptable et incandescente durant un marathon théâtrale de 10h. -> ".. dans le rôle d’Alcandre, le poète, double mélancolique d’Olivier Py. Il emporte le public dans un poignant monologue d’amour adressé à Arlequin. « Qui d’autre que nous ? »répète-t-il. « Qui d’autre que nous, dans cet étrange amour, pour réparer l’émerveillement premier ? » Dans la dernière partie, les mots de Py dans sa bouche, bouleversent aussi à l’évocation de la jeunesse des années 1980 décimées par le Sida."
François Florent fondateur du cours Florent dira de lui : "Son audition d’entrée me parut comme une audition de sortie. À peine dans la maison, reçu major de sa promotion en classe libre avec sa scène fétiche : Les Méfaits du tabac de Tchékhov ! Il y était magnifiquement pitoyable et drôle." puis Jacques Weber : « Il est grand, brun, légèrement courbé comme un grand oiseau noir, un farfelu qui se prendrait pour Barbara (..) Rien ne vient d'ailleurs chez lui, il crée l’ailleurs, les mots sont gouache et fusain, pastel et huile, il a la fièvre, le tableau ne se finira jamais, comme la tapisserie d'Hilda Muramer. Il voudrait être un parfait artisan, il est un artiste, un grand, de ceux qui inventent de toutes pièces “l'ici et maintenant”, qui redonnent au temps une forme et des traits.»
En 2023, il interprète le client dans Dans la solitude des champs de coton de Bernard-Marie Koltès mis en scène par Kristian Frédric.
En 2024, il retrouve Macha Makeïeff pour le rôle de Dom Juan, réinventé dans « une atmosphère Liaisons dangereuses » qui le rapproche de la figure du Marquis de Sade.

## Pédagogie
Depuis 2013, Xavier Gallais approfondit sa recherche sur le jeu de l’acteur dans sa classe au Conservatoire national supérieur d'art dramatique, où il enseigne l’interprétation à des élèves de première, deuxième et troisième années. Il a dans ce cadre coécrit, avec Florient Azoulay, puis mis en scène et dirigé des spectacles pour 17 à 25 acteurs, associant répertoire classique et création contemporaine.
Il a également inité et accompagné différentes actions pédagogiques et médiations culturelles dans toutes sortes d'établissements (prisons, ehpads, écoles, quartiers, associations, musées ... ).
Après vingt ans à expérimenter entre la pratique et la pédagogie, il a ouvert, en 2018, en collaboration avec Élisabeth Bouchaud et Florient Azoulay, un laboratoire innovant de recherche théâtrale, la Salle Blanche, dont les particularités sont de proposer de véritables passerelles entre tous les cours dans une réelle interdisciplinarité, et de mêler la pédagogie, la recherche et la création collectives. En coécritures avec les étudiants, ils ont montés des travaux expérimentaux pour acteurs-auteurs, interprétations poétiques des grandes questions de notre époque: La Grande Peur des Bien-portants (d'après Octave Mirbeau) en 2021 sur les pandémies, Deconstructing Peter en 2022 (d'après James Matthew Barrie) sur le phénomène d'isolement social, et Virginia Christi en 2023 (d'après Virginia Woolf et Agatha Christie) sur les questions d'auto-justice et du bouc-émissaire.
En 2008, avec son dramaturge et collaborateur artistique Florient Azoulay, ils créént la Compagnie KGA où ils y interrogent les liens entre littérature et théâtre, répertoire et écritures nouvelles, du seul-en-scène à l'écriture de pièce. A côté d'œuvres intimistes comme Les Nuits blanches d’après Dostoïevski (2008), Mais lorsque, par un pur hasard d’après Edmond Rostand, Faim d’après Knut Hamsun (mis en scène par Arthur Nauzyciel en 2011) ou King Lear Conférence (2016), Le Fantôme d’Aziyadé (2020) d'après deux romans de Pierre Loti, Routes Kérouac d'après Jack Kérouac et les poètes de la Beat génération (2021). Ils écrivent et mettent en scène des fresques théâtrales comme Chantier Chantecler d’après Edmond Rostand (2014), L’Orestexcerptsie d’après Eschyle, Sophocle et Euripide (2015), A Little too much is not enough for U.S., fresque théâtrale inspiré par l'affaire Julius et Ethel Rosenberg(2016), et Lower Yoknapatawpha d’après William Faulkner (2018).

## Cinéma et télévision
Au cinéma, il tourne dans Deux jours à tuer et Bienvenue parmi nous de Jean Becker, Musée haut, musée bas de Jean-Michel Ribes, Requiem pour une tueuse de Jérôme Le Gris, Pitchipoï de Charles Najman, Une braise sur la neige de Boris Baum, L’Amour propre de Nicolas Silhol (Lutin du meilleur acteur), Bula de Boris Baum tourné entre la Belgique et le Brésil.
Pour la télévision, il incarne des personnalités politiques et littéraires comme Georges Guingouin dans Le Grand Georges (Prix du Syndicat français de la critique de cinéma 2013) réalisé par François Marthouret, Jean Herold Paquis dans La Guerre des ondes de Laurent Joui, dans Ruy Blas, Manon Lescaut de Gabriel Aghion… Et son rôle de flic détraqué marquera les esprits dans la série Sur le fil de Frédéric Berthe, dans le rôle de Laurent Dupré.

## Lectures

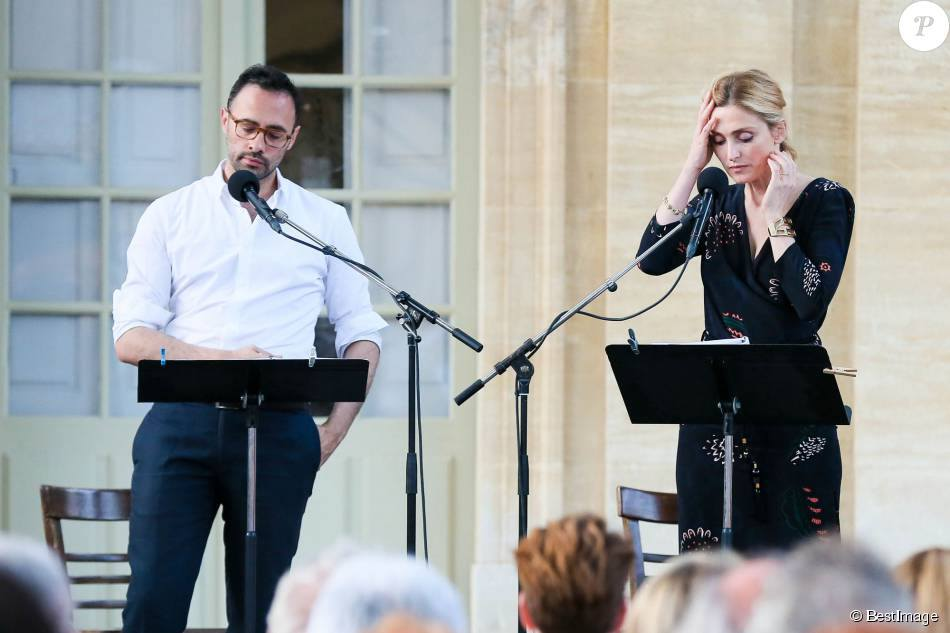
Madame Wilde pour France Culture

Spécialiste de la lecture publique, il a participé à une centaine de lectures à voix haute dans de nombreux festivals (Chimères du Mans, Festival de la correspondance de Grignan, Correspondances de Manosque, Nobel au théâtre de l’Œuvre, Journées Marcel Proust de Cabourg, Marathon des mots de Toulouse, etc.), pour des soirées privées (Hermès, Collège de France, Institut national des jeunes aveugles, Grand Palais, musée des Archives nationales, château de Valençay, etc.).

Il participe a des enregistrements pour France Culture tels que le concert Fiction "Fahrenheit 451" de Ray Bradbury, roman dystopique qui se classe parmi les œuvres cultes de l’anticipation enregistré en public au Studio 104 de la Maison de la radio sous la réalisation d'Alexandre Plank en compagnie de Pascal Rénéric, Judith Chemla, André Wilms et le quatuor Ellipse. Il participe à "On n’est pas sérieux..." d' Emmanuel Demarcy-mota dirigé par Blandine Masson au Théâtre de la Ville, "comment retenir sa respiration" de Zinnie Harris en public à l’Odéon, "bye, bye blondie" de Virginie Despentes par Laurence Courtois. Pour France Culture Madame Wilde de Claire Barré en direct du Musée Calvet avec Julie Gayet lors du Festival d’Avignon ainsi que "La mort d'Achille" de Wajdi Mouawad accompagné du rappeur Fianso, Amira Casar, Adama Diop et Jérôme Kircher, dirigé par Alexandre Plank puis la même année "Cyrano de Bergerac - l’autre monde" de Pierre Jourde par Baptiste Guiton. Pour France Inter avec Guillaume Gallienne (Gogol sur Ça peut pas faire de mal[pas clair]) et Le mariage secret de Louis XIV et Madame de Maintenon, une fiction de Jean-Benoît Patricot.

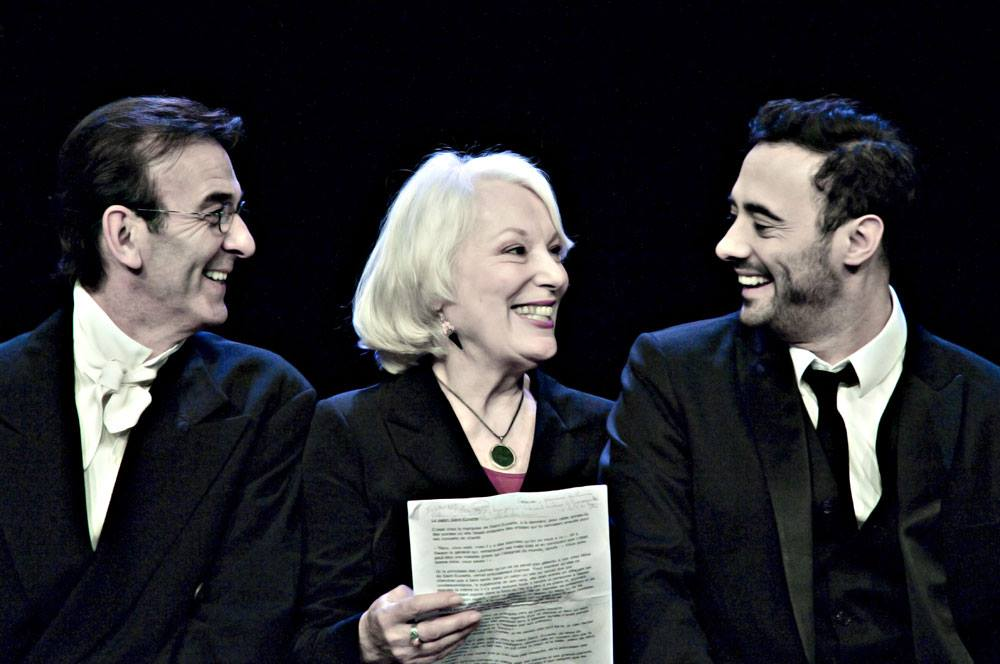
à la recherche du temps perdu de Marcel Proust

Il joue dans des spectacles-lectures salués par la critique : Marcel Proust à la Comédie des Champs-Élysées avec Bernadette Lafont et Robin Renucci ; Faim de Knut Hamsun, successivement au théâtre de la Madeleine à Paris, à l'université de Princeton, puis, de nouveau à Paris, au théâtre du Lucernaire ; Du cristal à la fumée de Jacques Attali au théâtre du Rond-Point). Enfin, il a enregistré plusieurs livres audio pour les éditions Thélème (Guy de Maupassant, Fiodor Dostoïevski, Arthur Rimbaud, Agatha Christie, Théophile Gautier), Audible (Cabossé de Benoit Philippon). Il enregistre pour France Culture 5 épisodes de son adaptation du fantôme d'Aziyadé de Pierre Loti.
En 2021, pour la naissance de la résidence d'artistes de Bourg-la-Reine et sa première année d'existence, la municipalité de cette commune des Hauts-de-Seine choisit d'y installer Xavier Gallais.

## Théâtre

### Metteur en scène
- 1996 : Zoo Story d’Edward Albee
- 1996 : La Fable du fils substitué de Luigi Pirandello
- 1998 : Chronique des nuits et jours entiers de Xavier Durringer
- 1999 : Escurial de Michel de Ghelderode
- 2006 : Les Nuits blanches (première version) d'après Fiodor Mikhaïlovitch Dostoïevski, avec Dominique Pinon et Tamara Krcunovic, (Théâtre de l'Atelier, Paris)
- 2009 : « Mais lorsque, par un pur hasard, » d’après Edmond Rostand (Théâtre Olympe de Gouges, Montauban)
- 2009 : Les Nuits Blanches (seconde version) d'après Fiodor Mikhaïlovitch Dostoïevski (Théâtre des Béliers d'Avignon, TDNice, tournée)
- 2014 : Chantier Chantecler d'après Edmond Rostand (Salle Louis Jouvet, CNSAD, Paris)
- 2014 : Atelier Jouvet d'après Louis Jouvet, avec Laurent Poitrenaux (Maison de la Radio et de la Musique)
- 2015 : L'Orestexcerptsie d'après Eschyle, Sophocle et Euripide (Théâtre du CNSAD, Paris)
- 2015 : Récits d'Ellis Island, happening d'après Georges Perec et Robert Bober (Musée de l’histoire de l’immigration, Paris)
- 2016 : King Lear Conference de Florient Azoulay (Maison du barreau, Paris ; Château de La Motte-Tilly)

- 2016 : Le Paris des Femmes, lecture mise en scène, avec Marilù Marini, Pascal Grégory, Marie-Sophie Ferdane, Thibault de Monthalembert, Christine Vezinet-Crombecque (Théâtre des Mathurins, Paris)
- 2016 : A Little Too Much Is Not Enough for U.S., fresque théâtrale inspiré par l'affaire Julius et Ethel Rosenberg (Théâtre du CNSAD, Paris)
- 2018 : Lower Yoknapatawpha d’après William Faulkner (Théâtre du CNSAD, Paris)
- 2019 : Le Fantôme d'Aziyadé, co-mise en scène avec Florient Azoulay (Théâtre Avignon - Reine Blanche ; Le Lucernaire, Paris, tournée)
- 2020 : Majorana 370 de Florient Azoulay et Elisabeth Bouchaud (Théâtre de la Reine blanche, Paris)
- 2021 : La Grande Peur des bien-portants d'après Albert Camus, Stephen King et Octave Mirbeau (La Salle Blanche, Paris ; Château de Valençay)
- 2022 : Deconstructing Peter d'après James Matthew Barrie (La Salle Blanche, Paris ; Les Plateaux Sauvages, Paris)
- 2022 : Le Radeau de la Méduse, écriture collective avec les élèves du collège Jean Rostand (Théâtre le Colisée, Biarritz)
- 2023 : Virginia Christi d'après Agatha Christie et Virginia Woolf (La Salle Blanche ; Théâtre de la Reine blanche, Paris)
- 2024 : Hasard et destins d'après Ian Fleming et Piotr Ilitch Tchaïkovski (La Salle Blanche, Paris ; Théâtre de la Reine blanche, Paris)

### Comédien
- 1996 : Le Concile d’amour d'Oskar Panizza, mise en scène Benoît Lavigne
- 1999 : Des nuits sans lune de Véronique Olmi, mise en scène Doris Mirescu
- 1999 : La Jalousie du barbouillé de Molière, mise en scène Benoît Lavigne et Rafael Bianciotto, Théâtre du Lucernaire
- 2000 : Électre de Sophocle (traduction d'Antoine Vitez), mise en scène Daniel Mesguich, La Filature
- 2000 : Médée d’Euripide, traduction et mise en scène Daniel Mesguich, La Filature
- 2000 : La Journée des dupes de Philippe Haïm, mise en scène Benoît Lavigne, Festival d'Avignon off
- 2001 : Tartuffe de Molière, mise en scène Jean-Luc Revol, Maison de la Culture de Nevers, tournée
- 2001 : Cyrano de Bergerac d’Edmond Rostand, mise en scène Jacques Weber, Théâtre de Nice, Théâtre du Nord, Comédie de Saint-Étienne, MC93 Bobigny[4]
- 2002 : Beaucoup de bruit pour rien de Shakespeare, mise en scène Benoît Lavigne, Théâtre 13
- 2003 : Septembre blanc de Neil Labute, mise en scène Claude Baqué, Théâtre de l'Athénée
- 2004 : Roberto Zucco de Bernard-Marie Koltès, mise en scène Philippe Calvario, Comédie de Reims, Théâtre des Bouffes du Nord[22],[23],[24]
- 2004 : Ondine de Jean Giraudoux, mise en scène Jacques Weber, Théâtre Antoine[1]
- 2005 : Roméo et Juliette de William Shakespeare, mise en scène Benoît Lavigne, Théâtre 13[25]
- 2005 : Le Prince de Hombourg d'Heinrich von Kleist, mise en scène Daniel Mesguich, Théâtre de la Criée, Théâtre de l'Athénée-Louis-Jouvet
- 2006 : Les Grecs de Jean-Marie Besset, mise en scène Jean-Marie Besset et Gilbert Désveaux, Petit Montparnasse
- 2006 : Les Nuits blanches de Fiodor Dostoïevski, mise en scène Xavier Gallais et Florient Azoulay Théâtre de l'Atelier
- 2006 : Adultères de Woody Allen, mise en scène Benoît Lavigne, Théâtre de l'Atelier[26]
- 2008 : Les Nuits blanches de Dostoïevski, mise en scène Xavier Gallais et Florient Azoulay, Théâtre des Béliers Avignon[27]
- 2008 : Ordet de Kaj Munk, mise en scène Arthur Nauzyciel, Festival d'Avignon, Les Gémeaux
- 2008 : Du cristal à la fumée de Jacques Attali, mise en scène Daniel Mesguich, Théâtre du Rond-Point[28],[29]
- 2009 : Baby Doll de Tennessee Williams, mise en scène Benoît Lavigne, Théâtre de l'Atelier
- 2009 : Marcel Proust, À la recherche du temps perdu - Lectures de Marcel Proust, Comédie des Champs-Élysées, Théâtre La Bruyère
- 2009 : Ordet (La Parole) de Kaj Munk, mise en scène Arthur Nauzyciel, Théâtre du Rond-Point
- 2009 : Les Nuits blanches de Dostoïevski, mise en scène Xavier Gallais, Théâtre national de Nice
- 2009 : Correspondance George Sand / Alfred de Musset, lecture de Xavier Gallais et Romane Bohringer, festival de Grignan[30]
- 2010 : Baby Doll de Tennessee Williams, mise en scène Benoît Lavigne, tournée
- 2010 : Nono de Sacha Guitry, mise en scène Michel Fau, Théâtre de la Madeleine[31]
- 2011 : Nono de Sacha Guitry, mise en scène Michel Fau, tournée
- 2011 : Haïm – à la lumière d’un violon, mise en scène Gérald Garutti
- 2011 : Faim de Knut Hamsun, adaptation Florient Azoulay et Xavier Gallais[32], mise en espace Arthur Nauzyciel, Théâtre de la Madeleine[20],[33]
- 2012 : Prométhée enchaîné d'Eschyle, traduction et mise en scène Olivier Py, Odéon-Théâtre de l'Europe, Ateliers Berthier[34]
- 2012 : La Mouette d'Anton Tchekhov, mise en scène Arthur Nauzyciel, Cour d'honneur du Palais des papes, Festival d'Avignon[35],[36]
- 2013-2014 : La Maison et le zoo d'Edward Albee, mise en scène Gilbert Désveaux, Théâtre des 13 vents de Montpellier et Théâtre 95 de Cergy-Pontoise en 2013, Théâtre du Rond-Point en 2014[37],[2]
- 2014 : Le Prince de Hombourg de Heinrich von Kleist, mise en scène Giorgio Barberio Corsetti, Festival d'Avignon[9],[38],[39],[40],[41],[42]
- 2015 : Splendid's de Jean Genet, mise en scène Arthur Nauzyciel, New-York, Séoul, Madrid, CDN d'Orléans[43],[44]
- 2015 : Faim de Knut Hamsun, adaptation de Florient Azoulay et Xavier Gallais, mise en scène Arthur Nauzyciel, Théâtre du Lucernaire[20],[45],[46],[47]
- 2015 : Étude de fesses, lecture musicale, mise en scène Florient Azoulay, Théâtre du Lucernaire[48]
- 2016 : Présents parallèles de Jacques Attali, mise en scène Christophe Barbier, théâtre de la Reine Blanche, Paris[49],[50]
- 2016 - 2017 : L'Avaleur de Jerry Sterner, mise en scène Robin Renucci, tournée Tréteaux de France et TNP Villeurbanne[51],[52]
- 2017: Des hommes en devenir, d'après le roman de Bruce Machart, adaptation et mise en scène Emmanuel Meirieu, théâtre de Paris-Villette, Paris[53]
- 2017 : Xavier Gallais lit Gao Xingjian, théâtre de l'Œuvre, Paris[54]
- 2018 : Guérisseur de Brian Friel, mise en scène Benoît Lavigne, théâtre du Lucernaire, Paris[55],[56],[57],[58]
- 2018 : Providence de Neil Labute, mise en scène Pierre Laville, théâtre Les Déchargeurs, Paris, 2018[59],[60],[61],[62]
- 2018 : Le Fantôme d'Aziyadé, de Florient Azoulay et Xavier Gallais, d'après les romans de Pierre Loti[63],[60],[64],[65]
- 2019 : La Fin de l'homme rouge, d'après l'essai de Svetlana Aleksievitch traduction de Sophie Benech), adaptation et mise en scène Emmanuel Meirieu, Théâtre Les Gémeaux - Scène nationale[66],[67]
- 2020 : À table avec Marcel Proust, théâtre de l'Œuvre, Paris[68]
- 2020 : Les Carnets du sous-sol de Fiodor Dostoïevski, lecture, crypte Sainte-Eugénie, Biarritz[69]
- 2020 : Oblomov d'Ivan Gontcharov, mise en scène Robin Renucci, tournée Tréteaux de France[70]
- 2021-2022 : Tartuffe de Molière, mise en scène Macha Makeïeff, La Criée - Théâtre national de Marseille, tournée[71],[72]
- 2022 : Quadrille de Sacha Guitry, mise en scène Jean-Romain Vesperini, théâtre Montansier
- 2022 : Ma jeunesse exaltée de et mise en scène Olivier Py, Festival d'Avignon
- 2023 : Dans la solitude des champs de coton de Bernard-Marie Koltès, mise en scène Kristian Frédric. MAC créteil, Théâtre de la ville, espace Pierre Cardin.
- 2024 : Dom Juan, de Molière, mise en scène Macha Makeïeff, théâtre de l'Odéon
- 2024 : Les Paravents de Jean Genet, mise en scène Arthur Nauzyciel, théâtre de l'Odéon
- 2025 : Le Cercle des poètes disparus de Tom Schulman, mise en scène Olivier Solivérès, théâtre Antoine

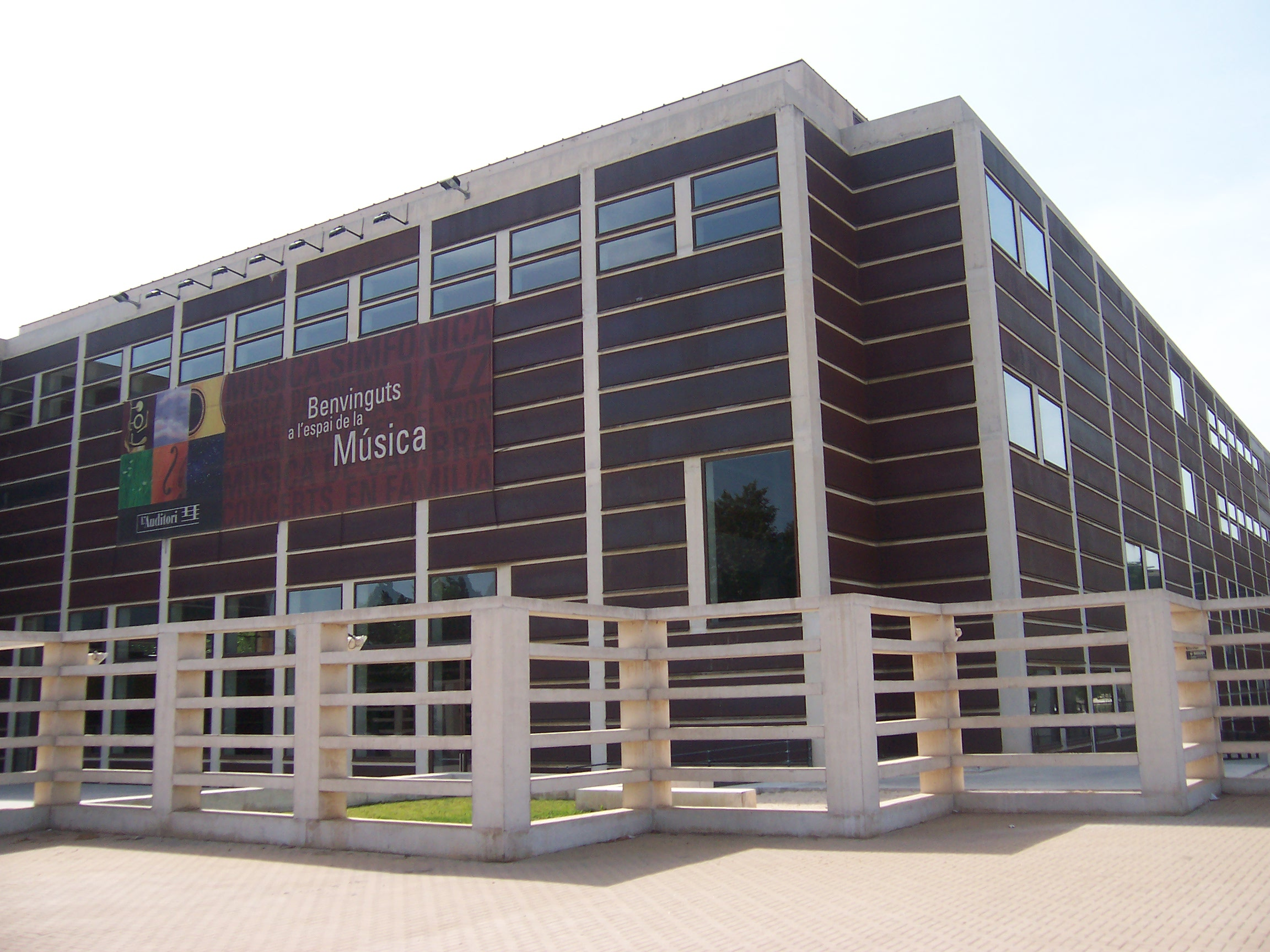
Auditori, Barcelone

### Opéras
- 2002 : Jeanne d'Arc au bûcher de Arthur Honegger - Daniele Abbadoavec Irène Jacob et André Wilms Teatro Massimo Palerme
- 2012 : "Frère Dominique" dans l'Oratorio Jeanne d'Arc au bûcher de Paul Claudel et Arthur Honegger avec Marion Cotillard et l'Orchestre symphonique de Barcelone (OBC), dirigé par Marc Soustrot, Auditori de Barcelone
- 2016 : Jeanne d'Arc au bûcher de Arthur Honegger avec Natacha Régnier, mise en scène Emmanuelle Cordoliani, Orchestre philharmonique royal de Liège
- 2019 : Jeanne d'Arc au bûcher de Honegger/Claudel - Alexander Liebreich avec Florence Darel - narodowa orkiestra symfoniczna polskiego radia w katowicach
- 2021 : In Nomine Lucis de Pascal Dusapin diffusée de manière pérenne dans l’enceinte du Panthéon

## Filmographie

### Cinéma
- Shakuntala d’Amir Mansour
- Fixion de Fouad Benhammou web-série
- 2007 : Le Voyage court métrage de Cyril Le Grix
- 2008 : Deux jours à tuer de Jean Becker
- 2008 : Nos 18 ans de Frédéric Berthe
- 2008 : Musée haut, musée bas de Jean-Michel Ribes
- 2009 : Le Petit Homme bleu court métrage de Hélène Guétary
- 2010 : L’Amour-propre court métrage de Nicolas Silhol
- 2011 : Requiem pour une tueuse de Jérôme Le Gris
- 2012 : Bienvenue parmi nous de Jean Becker
- 2012 : Une braise sur la neige de Boris Baum[73]
- 2012 : L'autre sang court métrage de François Tchernia et François Vacarisas
- 2014 : Nine Days and One Morning (titre original : Devyat Dneiy i Odno Utro) de Vera Storojeva
- 2015 : Pitchipoï de Charles Najman
- 2022 : Bula de Boris Baum

### Télévision
- 2002 : Ruy Blas de Jacques Weber, avec Gérard Depardieu et Carole Bouquet, Arte
- 2005 : 1905 d'Henri Helman
- 2007-2009 : Sur le fil de Frédéric Berthe, série policière française, épisodes de 52 minutes
- 2010 : Du cristal à la fumée de Philippe Miquel, captation de la pièce
- 2010 : Manon Lescaut de Gabriel Aghion
- 2012 : Antigone 34 de Louis-Pascal Couvelaire, série
- 2012 : Ainsi soient-ils (série) de Rodolphe Tissot : Guilhem Chanseaulme
- 2013 : Le Grand Georges de François Marthouret : Georges Guingouin Prix du Syndicat Français de la Critique de Cinema 2013
- 2013 : A demain sans faute de Jean-Louis Lorenzi
- 2014 : L'Esprit de famille de Frédéric Berthe
- 2014 : La Guerre des ondes de Laurent Jaoui
- 2016 : L'Île aux femmes d'Éric Duret
- 2016 : Le Sang de la vigne (épisode 21, « Le vin nouveau n'arrivera pas ») de Franck Mancuso
- 2016 : Engrenages (saison 6, épisodes 8-12) de Alexandra Clert : « Dr Keppel »
- Depuis 2016 : Munch de Gabriel Julien-Laferrière
- 2020 : Police de caractères de Gabriel Aghion
- 2020 : Dérapages de Ziad Doueiri
- 2021 : Mixte (série Prime Vidéo)[Où ?]

## Publications
- 2015 : Faim, d'après Knut Hamsun[74]
- 2018 : Le Fantôme d'Aziyadé, d'après Pierre Loti[75]
- 2022 : Les Nuits blanches, d'après Fiodor Mikhaïlovitch Dostoïevski[76]

## Critique
- « Dans le réjouissant Nono de Sacha Guitry, il est au sommet du jeu théâtral en liberté… Tout parle chez lui, de la tête aux pieds : le menton s'affaisse, l'épaule s'alourdit, le regard chasse et la voix s'amuse de sa liberté. Fougue, fantaisie, audace et bonheur de jouer. » - Laurence Liban[31]

## Distinctions

### Récompenses
- Molières 2004 : Molière de la révélation théâtrale masculine pour Roberto Zucco
- Prix Raimu 2007 : Meilleur comédien dans une comédie pour Adultères
- Prix Charles-Oulmont 2010[77].

### Nominations
- Molières 2003 : Molière de la révélation théâtrale masculine pour Beaucoup de bruit pour rien
- Molières 2010 : Molière du comédien dans un second rôle pour Ordet
- Molières 2025 : Molière du comédien dans un spectacle de théâtre public pour Dom Juan